# Atiški talent
Átiški talènt, poznan tudi kot aténski ali gŕški talent (latinsko: talentum iz grškega τάλαντο [tálanto], kar pomeni tehtanje ali masa), antična enota mase, enaka 26 kg, ali enota vrednosti, enaka vrednosti talenta čistega srebra.
Izvirni talent je bil določen z maso vode, ki je potrebna, da se napolni amfora z volumnom 39 L. Talent je bil vreden 60 min, 6.000 drahem ali 36.000 obolov.

## Zanimivosti
Med peloponeško vojno je imela posadka trireme z 200 veslači mesečno plačo en talent. To pomeni, da je dobil veslač 4,4 g srebra na dan.
Leta 337 pr. n. št. je bil talent enakovreden letni plači devetih kvalificiranih delavcev. Pri 2.340 delovnih dneh letno je delavec zaslužil 11,1 g srebra na dan. 
Leta 1800 je bila povprečna dnevnica obrtnika v gradbeništvu v urbani Evropi 11,9 g srebra na dan. 
Če predpostavimo, da je bil leta 1800 delavec enako produktiven kot delavec v antični Grčiji, je bila kupna moč talenta v antiki približno enaka 20.000 $ na začetku 21. stoletja.
Za lažje preračunavanje: 27. aprila 2012 je bila cena srebra na londonskki borzi 1,001 $/g oziroma 0,757 €/g.